# Tang Xiao-tian
Tang Xiao-tian (chino: 唐晓天), es un actor y modelo chino.

## Biografía
Estudió en el Instituto de Moda de Beijing.

## Carrera
En junio del 2017 se unió al elenco recurrente de la serie Xia Zi Hua Kai 2017 (栀子花开2017) donde dio vida a Hu Kankan, el hermano de Xie Ruolin.
En febrero del 2019 se unió al elenco recurrente de la serie Queen Dugu (独孤皇后) donde interpretó a Yang Yong, el Príncipe Heredero de Sui, el hijo mayor del Emperador Yang Jian (Chen Xiao) y la Emperatriz Dugu Jialuo (Joe Chen), quien más tarde es despojado de su título.
En abril del mismo año se unió al elenco principal de la serie Put Your Head on My Shoulder (致我们暖暖的小时光) donde dio vida a Fu Pei, el compañero de dormitorio de Gu Weiyi (Lin Yi), hasta el final de la serie en mayo del mismo año.
El 7 de diciembre del mismo año se unió al elenco principal de la serie To Get Her (殿下攻略) donde interpretó a Tu Siyi, un famoso idol que queda atrapado en un videojuego, donde pierde toda sus memorias y se convierte en el 3er. príncipe, hasta el final de la serie el 30 de diciembre del mismo año.
El 4 de septiembre de 2020 se unió al elenco de la serie Way Back Into Love (拾光里的我们) donde dio vida a Xu Jiaxiu, hasta el final de la serie el 10 de septiembre del mismo año.
El 13 de enero de 2021 se unió al elenco principal de la serie web My Little Happiness (también conocida como "My Small Indeed Fortunate") donde interpretó a Wen Shaoqing, hasta el final de la serie el 27 de enero del mismo año.

## Filmografía[6]

### Series de televisión
| Año             | Título                              | Personaje                   | Notas        |
| --------------- | ----------------------------------- | --------------------------- | ------------ |
| 2021 - presente | The Sword and The Brocade           | Qu Yanxing / Lin Shixian    |              |
| 2021            | My Little Happiness (我的小确幸)    | Wen Shaoqing                | 28 episodios |
| 2020            | Way Back Into Love (拾光里的我们)   | Xu Jiaxiu                   | 26 episodios |
| 2019            | To Get Her                          | Príncipe Tu Siyi            | 30 episodios |
| 2019            | Bureau of Transformer               | Kevin Zhou                  |              |
| 2019            | Put Your Head on My Shoulder        | Fu Pei                      | 24 episodios |
| 2019            | Queen Dugu                          | Príncipe Heredero Yang Yong |              |
| 2017            | Forever Young (Xia Zi Hua Kai 2017) | Hu Kankan                   | 16 episodios |

### Programas de variedades
| Año  | Programa                                                            | Notas                  |
| ---- | ------------------------------------------------------------------- | ---------------------- |
| 2019 | Super Penguin League Super3: Star Arena (超级企鹅联盟Super3:星斗场) |                        |
| 2016 | Race the World (非凡搭档)                                           | 12 episodios - miembro |
| 2016 | The Golden Melody (端午金曲捞)                                      |                        |
| 2014 | Happy Camp (快乐大本营)                                             | invitado               |

### Aparición en videos musicales
| Año  | Intérprete           | Canción          | Notas |
| ---- | -------------------- | ---------------- | ----- |
| 2016 | Elanne Kong (江若琳) | "原来我还爱着你" |       |

### Revistas / sesiones fotográficas
| Año  | Título                 | Notas |
| ---- | ---------------------- | ----- |
| 2020 | Esquire Fine           |       |
| 2019 | Men’s Uno Young (风度) |       |
| 2019 | Grazia (红秀)          |       |